# A Longs Pédoncules
Die Moosrose 'Á Longs Pédoncules' (französisch: „auf langen Stielen“) wurde von Moreau-Robert 1854 gezüchtet. Ihre duftenden, pinkfarbenen und gut gefüllten Blüten sitzen auf langen, „bemoosten“ Stielen, was für Rosenliebhaber den besonderen Reiz dieser Rosengruppe ausmacht. Insgesamt wird die Pflanze ca. 1,80 m hoch. Sie ist als „Alte Rose“ einmalblühend im Frühsommer und frosthart bis −25 °C (USDA Zone 5).